# Canarium pilosum
Canarium pilosum là một loài thực vật có hoa trong họ Burseraceae. Loài này được A.W.Benn. mô tả khoa học đầu tiên năm 1875.